# Ханьск-Первши
Ханьск-Первши (пол. Hańsk Pierwszy) — деревня в Влодавском повете Люблинского воеводства Польши. Входит в состав гмины Ханьск. По данным переписи 2011 года, в деревне проживало 959 человек.

## История
Деревня расположена на востоке Польши, на расстоянии приблизительно 19 километров к юго-западу от города Влодавы, административного центра повета. Абсолютная высота — 175 метров над уровнем моря. Через населённый пункт проходит региональная автодорога 819.
Первое сохранившееся документальное упоминание о Ханьске относится к 1372 году. В документе, находящемся на хранении в Люблинском государственном архиве, упоминается двор, собственником которого был Ян Ганский. Все здания были деревянными, имение включало около 7500 волок земли, включая луга, болота и леса.
По данным на 1827 год имелся 81 двор и проживало 615 человек. Согласно «Справочной книжке Седлецкой губернии на 1875 год» деревня являлась центром гмины Ганьск Влодавского уезда Седлецкой губернии. В окрестностях деревни сохранились остатки городища-крепости времен Средневековья.
В 1975—1998 годах деревня входила в состав Хелмского воеводства.

## Население
Демографическая структура по состоянию на 31 марта 2011 года:
|         | Всего | До трудоспособного возраста | Трудоспособного возраста | Старше трудоспособного возраста |
| ------- | ----- | --------------------------- | ------------------------ | ------------------------------- |
| Мужчины | 488   | 96                          | 368                      | 24                              |
| Женщины | 471   | 86                          | 321                      | 64                              |
| Всего   | 959   | 182                         | 689                      | 88                              |